# Ussau (Pyrénées-Atlantiques)
Pour les articles homonymes, voir Ussau.
Pour l’article ayant un titre homophone, voir Usseau.
Ussau est une ancienne commune française du département des Pyrénées-Atlantiques. En 1831, la commune fusionne avec Tadousse pour former la nouvelle commune de Tadousse-Ussau.

## Géographie
Ussau est située à l'extrême nord-est du département et à l'est de Garlin.

## Toponymie
Le toponyme Ussau apparaît sous les formes 
Ossau (XIIIe siècle, fors de Béarn) et 
Ossau en Vic-Bilh (1538, réformation de Béarn).

## Histoire
La baronnie d'Ussau, créée en 1671, relevait de la vicomté de Béarn.

## Démographie
| 1793 | 1800 | 1806 | 1821 |
| ---- | ---- | ---- | ---- |
| 93   | 98   | -    | 92   |

## Culture et patrimoine

### Patrimoine civil
Le château d'Ussau date de la fin du XVIIIe siècle.
La ferme du lieu-dit Saint-Martin fut érigée au XVIIe siècle puis remaniée au XVIIIe siècle. Le moulin date, quant à lui, de 1749.

## Pour approfondir